# Lucio Gómez
Lucio Gómez ist ein ehemaliger (vermutlich mexikanischer) Fußballspieler auf der Position eines Stürmers.

## Leben
Gómez stand zwischen 1947 und 1949 bei der Asociación Deportiva Orizabeña unter Vertrag und spielte anschließend für den Puebla FC sowie den CF Atlante, mit dem er in der Saison 1951/52 den Pokalwettbewerb und den Supercup gewann.

## Erfolge
- Mexikanischer Pokalsieger: 1952
- Mexikanischer Supercup: 1952